# Sonny Kittel
Sonny Kittel (* 6. Januar 1993 in Gießen) ist ein deutsch-polnischer Fußballspieler.

## Familie
Kittel wurde als Sohn polnischer Eltern in Gießen geboren. Er äußerte in einem Interview im November 2019, dass er zu Hause Polnisch spreche und sich auch als Pole fühle. Kittel, dessen Großeltern und Eltern die polnische Staatsangehörigkeit besitzen, beantragte diese 2017.

## Karriere

### Vereine

#### Anfänge
Kittel wechselte 1999 vom VfB Gießen zu Eintracht Frankfurt. Dort durchlief er mehrere Jugendabteilungen und spielte unter anderem in der U-17-Bundesliga Süd/Südwest. 2010 gehörte er zum Team, das als Meister der Liga die Endrunde um die B-Jugend-Meisterschaft erreichte. Mit zwei von Kittel im Rückspiel erzielten Toren setzte sich Frankfurt im Halbfinale gegen Hertha BSC durch und besiegte im Finale Bayer 04 Leverkusen mit 1:0 nach Verlängerung.

#### Profi in Frankfurt
Trainer Michael Skibbe beförderte Kittel in die Profimannschaft; er bekam zur Spielzeit 2010/11 einen Profivertrag mit einer Laufzeit bis Juni 2014. Seinen ersten Einsatz für das Profiteam bestritt der damals 17-Jährige am 13. August 2010 in der ersten DFB-Pokal-Hauptrunde gegen den SV Wilhelmshaven. Sein Profidebüt gab er in der heimischen Commerzbank-Arena am 28. August 2010, als er bei der 1:3-Niederlage am 2. Bundesliga-Spieltag gegen den Hamburger SV in der 84. Minute für Caio eingewechselt wurde. In seiner Debütsaison wurde er in acht Bundesligabegegnungen eingesetzt, wobei er zweimal in der Startelf stand. Am 19. April riss Kittel sich im Training das Kreuzband und fiel damit ein halbes Jahr aus.
Sein erster Einsatz im Jahr 2012 in der 2. Bundesliga nach seinem Kreuzbandriss fand am 5. Februar 2012 gegen Eintracht Braunschweig wegen einer fehlenden Spielberechtigung nicht statt. Am 18. Februar 2012, zwei Spieltage später, wurde er im Derby gegen den FSV Frankfurt eingesetzt. Mit dem Treffer zum zwischenzeitlichen 4:0 in der 67. Minute, zwei Minuten nach seiner Einwechslung für Benjamin Köhler, trug er zum 6:1-Sieg in der heimischen Commerzbank-Arena bei. Kittel trug in seinen insgesamt 11 Einsätzen mit drei Toren und einer Torvorlage zum Aufstieg der Eintracht bei und gehörte in der Endphase der Saison regelmäßig zum Kader des Trainers Armin Veh. Neben den Einsätzen im Bundesligateam bestritt Kittel auch neun Partien bei den A-Junioren der SGE in der A-Junioren-Bundesliga Süd/Südwest, in denen er vier Tore erzielte.
Nach der Rückkehr der Eintracht in die Bundesliga war Kittel in der Saison 2012/13 mehrmals im Kader und absolvierte einige Kurzeinsätze. Mitte April 2013 verletzte er sich schwer am Knie und fiel mit einem Knorpelschaden rund sechs Monate aus.
Zur neuen Spielzeit 2013/14 kurierte Kittel seine Verletzung bis etwa Mitte der Hinrunde aus und gehörte dann am 16. Spieltag zum Kader der Eintracht beim Auswärtsspiel bei Bayer 04 Leverkusen. In der Europa League wurde er am 6. Gruppenspieltag in der 62. Minute des Spiels gegen APOEL Nikosia eingewechselt. Es blieb sein einziger Saisoneinsatz bei den Profis. Anfang Februar 2014 laborierte Kittel erneut an einem Knorpelschaden, musste ein zweites Mal operiert werden und fiel demnach weiterhin aus. Dennoch verlängerte die Eintracht seinen Vertrag um zwei Jahre bis 2016.
Nach dem gut überstandenem Knorpelschaden bestritt Kittel 18 Spiele in der Saison 2014/15 in der Bundesliga, ehe er sich am 31. Spieltag im Spiel gegen Werder Bremen einen Kreuzbandriss im linken Knie zuzog und erneut lange Zeit ausfiel. Es war bereits die dritte schwere Knieverletzung in seiner Karriere. Am 28. Februar 2016 kehrte er bei einem 0:0 im Heimspiel gegen den FC Schalke 04 auf den Platz zurück.

#### FC Ingolstadt 04
Am 1. Juni 2016 wurde Kittels Abschied von der Eintracht zum Saisonende bekanntgegeben. Zur Saison 2016/17 verpflichtete ihn der Ligakonkurrent FC Ingolstadt 04, bei dem er einen bis zum 30. Juni 2018 gültigen Vertrag erhielt. Für Ingolstadt erzielte Kittel beim 3:2-Auswärtssieg gegen den FC Augsburg am 5. April 2017 seinen ersten Bundesligatreffer. Mit dem Abstieg in die 3. Liga im Frühjahr 2019 verlor der Vertrag des Mittelfeldspielers seine Gültigkeit.

#### Hamburger SV
Zur Saison 2019/20 wechselte Kittel zum Hamburger SV, bei dem er einen Vertrag mit einer Laufzeit bis zum 30. Juni 2023 erhielt. Unter dem Cheftrainer Dieter Hecking wurde er meist im 4-3-3-System auf dem linken Flügel eingesetzt. Der Kicker bewertete ihn in der Winterpause nach 9 Toren und 2 Vorlagen auf der Position Außenbahn offensiv hinter Andreas Voglsammer als Herausragend. In der zweiten Saisonhälfte ließen die Leistungen des HSV, der nach der Hinrunde auf einem direkten Aufstiegsplatz stand, und der von Kittel nach. Der HSV verspielte seine gute Ausgangsposition und beendete die Spielzeit zum zweiten Mal in Folge auf dem 4. Platz. Kittel kam 31-mal zum Einsatz, stand 25-mal in der Startelf, erzielte 11 Tore und bereitete 7 weitere vor.
Vor der Saison 2020/21 wurde Daniel Thioune neuer Cheftrainer des HSV. Auch unter ihm agierte Kittel meist in einem 4-3-3-System auf dem Flügel, teilweise aber auch im offensiven Mittelfeld. Nach einer Gelb-Roten Karte (14. und 25. Spielminute) am 10. Spieltag, an dem die Mannschaft ihr drittes Spiel in Folge verlor, stand der 27-Jährige, der zuvor schwach gespielt hatte, öffentlich in der Kritik. Nach dem Ablauf seiner Sperre berief ihn Thioune am 12. Spieltag nicht in den Kader. Nach einem Kurzeinsatz am 13. Spieltag war Kittel jedoch wieder Stammspieler. Er kam in dieser Spielzeit auf 31 Ligaeinsätze, stand 27-mal in der Startelf, erzielte 9 Tore und bereitete 8 vor. Für den HSV verlief die Spielzeit ähnlich zum Vorjahr. Nachdem man nach der Hinrunde auf dem 1. Platz gestanden hatte, wurde man erneut nur Vierter. Für die letzten 3 Spiele wurde Thioune zudem durch Horst Hrubesch ersetzt.
Mit dem Beginn der Saison 2021/22 übernahm Tim Walter die Mannschaft. Dieser setzte Kittel im Laufe der Hinrunde im 4-3-3-System auf einer der Achterpositionen ein. Der 28-Jährige zeigte daraufhin starke Leistungen und wurde in der Winterpause nach 4 Toren und 11 Vorlagen vom Kicker auf der Position Offensives Mittelfeld als bester Spieler als Herausragend bewertet. Nach der Winterpause konnte Kittel nicht mehr über die gesamte Zeit an seine Form anknüpfen. Er beendete seine dritte Spielzeit im HSV-Trikot mit 33 Zweitligaeinsätzen, 9 Toren und als bester Vorlagengeber der Spielzeit. Der HSV wurde Dritter, scheiterte aber in der Relegation an Hertha BSC; Kittel kam in beiden Spielen zum Einsatz, konnte aber nicht die gewünschten Akzente setzen.
In der Sommerpause wurde die Frage diskutiert, ob man mit dem Deutschpolen in sein letztes Vertragsjahr gehen oder ihn gegen eine Ablöse ziehen lassen solle. Kittel wurde vorgeworfen, in den wichtigen Saisonphasen abzutauchen. So blieb er in den letzten 4 Pflichtspielen ohne Torbeteiligung. Der Sportvorstand Jonas Boldt sagte über ihn: „Sonny ist von seiner Qualität ein absoluter Unterschiedsspieler für diese Liga. Das sieht man auch an seiner Quote. Fakt ist: Sonny hat immer sehr gut funktioniert, wenn auch die Mannschaft funktioniert, weil er dann seiner Rolle nachkommen kann. Er ist kein Effenberg oder so, hat andere Qualitäten. Das muss man wissen und ihn dabei unterstützen. Reicht es mir, in manchen Spielen einen Doppelpack zu machen und in manchen Spielen, wenn ich weniger Unterstützung aus der Mannschaft habe, nicht so viele Akzente zu setzen?“ Für die ersten Trainingseinheiten der Vorbereitung auf die Saison 2022/23 war der 29-Jährige für Transfergespräche freigestellt. Ein Wechsel in die Major League Soccer zu D.C. United scheiterte allerdings, sodass der HSV verkündete, dass ein Transfer endgültig ausgeschlossen werden könne und er eine Planstelle im Offensivbereich besetzen werde. Boldt begrüßte Kittels Verbleib mit den Worten: „Die Wende rund um den möglichen Transfer nehmen wir freudig auf, da wir Sonny ohnehin nie proaktiv abgeben wollten. Mit seinen Qualitäten kann er in der kommenden Saison einen entscheidenden Beitrag zum Erreichen unserer Ziele leisten, von daher gehen wir die Fortsetzung der Zusammenarbeit beidseitig sehr motiviert an.“
Bis zur Winterpause kam Kittel in allen 17 Hinrundenspielen zum Einsatz, wobei er 15-mal in der Startelf stand. Ein Tor gelang ihm dabei nicht. Der HSV beendete die Hinrunde auf dem 2. Platz. Während der Winterpause verhandelte Kittel mit einem Verein aus Saudi-Arabien. Der Verein und der Spieler hätten sich „mit einem für beide Seiten wirtschaftlich interessanten Wechsel“ beschäftigt, nach „reiflichem Abwägen“ sei jedoch die Entscheidung gefallen, dass Kittel in Hamburg bleibe. In der Rückrunde saß Kittel häufiger auf der Bank, wurde im letzten Saisondrittel mit 5 Toren aber wieder zu einem wichtigen Spieler. Der HSV beendete die Spielzeit erneut auf dem 3. Platz. Kittel kam insgesamt auf 31 Spiele (24-mal von Beginn) und 5 Tore. In der Relegation verlor man mit 0:3 und 1:3 gegen den VfB Stuttgart; Kittel erzielte dabei im Rückspiel den zwischenzeitlichen Führungstreffer. Anschließend verließ er den Verein mit seinem Vertragsende.

#### Raków Częstochowa
Nach seinem Vertragsende beim HSV schloss sich Kittel zur Saison 2023/24 dem amtierenden polnischen Meister Raków Częstochowa an, bei dem er einen Vertrag bis zum 30. Juni 2026 unterschrieb.

#### Western Sydney Wanderers
Ab dem 1. Februar bis zum 30. Juni 2024 war Kittel in die australische A-League Men ausgeliehen und er zielte für die Western Sydney Wanderers in 10 Spielen 1 Tor.

#### Grasshopper Club Zürich
Am 24. August 2024 gab der Grasshopper-Club Zürich bekannt, dass Sonny Kittel einen bis 30. Juni 2025 laufenden Vertrag mit Option für ein weiteres Jahr unterzeichnet hat.

### Nationalmannschaft
Kittel durchlief sämtliche DFB-Jugend-Nationalmannschaften seit der U16 und erzielte in 23 Partien zwei Tore. Da er nie für die deutsche A-Nationalmannschaft nominiert wurde, wäre er auch für den polnischen Fußballverband spielberechtigt.

## Erfolge und Auszeichnungen
Erfolge
- Aufstieg in die Bundesliga: 2012
- Deutscher B-Junioren-Meister: 2010
- Meister der B-Junioren-Bundesliga Süd/Südwest: 2010

Auszeichnungen
- Fritz-Walter-Medaille in Silber (U18): 2011